# Michel Deguy

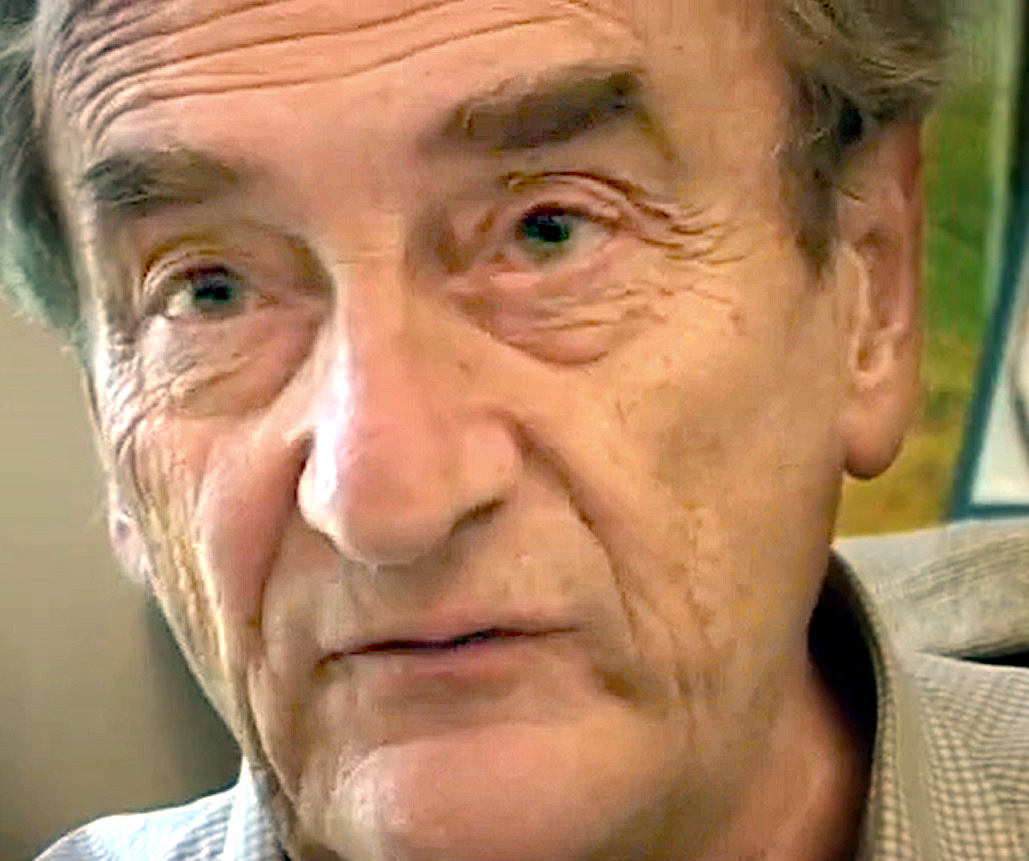
Michel Deguy um 2003

Michel Deguy (* 23. Mai 1930 in Paris; † 16. Februar 2022 ebenda) war ein französischer Dichter, Essayist, Übersetzer und Philosoph. Er lehrte als Professor für französische Literatur an der Universität Paris VIII (Universität Paris 8 Vincennes-Saint Denis).

## Biographie
Deguy studierte Geisteswissenschaften und Philosophie. Nach dem Studium besuchte er Vorträge von Michel Alexandre und Jean Hyppolite und lehrte selbst Philosophie bis 1968. Von 1990 bis 1992 leitete Deguy das Collège international de philosophie und von 1992 bis 1998 die Maison des écrivains et de la littérature.
1997 erhielt Deguy den Ordre des Arts et des Lettres (Komtur), 1998 den Grand prix national de la poésie und 2004 den Grand Prix de Poésie de l'Académie française; außerdem wurde Deguy mit weiteren Preisen ausgezeichnet. Ab 1977 war er Gründer und Editor-in-Chief der Po&sie und der Herausgeber der Les Temps Modernes. Deguy hat bei der Entwicklung des Collège international de philosophie, Éditions Gallimard beigetragen.
2020 wurde Deguy für seine Dichtkunst der Prix Goncourt de la poésie zuerkannt.
Er war der Vater der Schauspielerin Marie-Armelle Deguy.

## Werke (Auswahl)
- L'impair. 2000, ISBN 2-84490-016-X.
- Spleen de Paris. 2001, ISBN 2-7186-0571-5.
- Un homme de peu de foi. 2002, ISBN 2-227-01112-2.
- Poèmes en pensée. 2002, ISBN 2-9511615-4-9.
- Recumbents: Poems. (Übersetzer: Wilson Baldridge), 2004, ISBN 0-8195-6748-5.
- Chemins tournants: cycles et recueils en littérature des romans du graal à la poésie contemporaine. 2004, ISBN 2-87854-275-4.
- Le sens de la visite. 2006, ISBN 2-234-05816-3.
- Donnant donnant: poèmes, 1960-1980. 2006, ISBN 2-07-034080-5.
- S'ans Dieu. 2006, ISBN 2-7022-0808-8.
- Grand Cahier Michel Deguy. 2007,  ISBN 2-915232-46-6.
- D'esolatio. 2007, ISBN 2-7186-0737-8.
- Réouverture après travaux. 2007, ISBN 2-7186-0678-9.#
- La Fin dans le monde. 2009, ISBN 2-7056-6903-5.
- L'Etat de la désunion: Que dire à l'Unesco? 2010, ISBN 2-35176-097-2.

### Artikel
- Michel Butor – Plaque tournante. In: Europe, 2007.
- Penser la poetique; la poetique de la pensee. In: Revue des sciences humaines, 2007.
- Fluctuat et mergitur. In: Les temps modernes, 2007.
- La destruction de Paris. In: Les temps modernes, 2007.
- Fluctuat et mergitur. In: Les temps modernes, 2008.
- Un poete devant Heidegger. In: Critique, 2009.
- Le debat. In: Litterature, 2009.
- Ou sommes-nous Ou en sommes-nous? In: Revue des deux mondes. 2010.